# Đinh Văn Lâm Hà
Đinh Văn là thị trấn huyện lỵ của huyện Lâm Hà, tỉnh Lâm Đồng.

## Địa lý
Thị trấn Đinh Văn có vị trí địa lý:
- Phía đông và phía nam giáp huyện Đức Trọng
- Phía tây giáp xã Tân Văn
- Phía bắc giáp xã Đạ Đờn và xã Nam Hà.

Thị trấn Đinh Văn có diện tích 34,86 km², dân số năm 2022 là 25.072 người, mật độ dân số đạt 719 người/km².

## Hành chính
Thị trấn  Đinh Văn được chia thành 22 Phường: An Lạc, B'Nông Rết, Bồ Liêng, Đa Huynh, Đoàn Kết, Đồng Tâm, Gia Thạnh, Hòa Lạc, Kon T. Đăng, Kô Ya, Pót Pe, Quảng Đức, Ry Ông Sre, Srê Nhắc, Sơn Hà, Tiên Phong, Tân Tiến, Văn Hà, Văn Tâm, Xoan, Yên Bình.

## Lịch sử
Tháng 11 năm 1976, thành lập thị trấn Đinh Văn trên cơ sở vùng kinh tế mới của thành phố Đà Lạt và thị trấn Liên Nghĩa, huyện Đức Trọng.
Ngày 28 tháng 10 năm 1987, Hội đồng Bộ trưởng ban hành Quyết định số 157-HĐBT về việc:
- Thành lập thị trấn Đinh Văn thuộc huyện Đức Trọng trên cơ sở toàn bộ xã Đinh Văn.
- Chuyển thị trấn Đinh Văn thuộc huyện Đức Trọng về huyện Lâm Hà mới thành lập quản lý.

Ngày 21 tháng 12 năm 2015, UBND tỉnh Lâm Đồng ban hành Quyết định số 2738/QĐ-UBND về việc công nhận thị trấn Đinh Văn là đô thị loại V.
Ngày 12 tháng 7 năm 2017, HĐND tỉnh Lâm Đồng ban hành Nghị quyết số 50/2017/NQ-HĐND về việc:
- Sáp tổ dân phố Hòa Bình vào tổ dân phố Sơn Hà.
- Thành lập tổ dân phố Bồ Liêng trên cơ sở tổ dân phố Bồ Liêng 1 và tổ dân phố Bồ Liêng 2.
- Sáp nhập tổ dân phố Văn Minh vào tổ dân phố Văn Tâm.
- Sáp nhập tổ dân phố Đồng Tiến vào tổ dân phố Đồng Tâm.
- Thành lập tổ dân phố B'Nông Rết trên cơ sở tổ dân phố Đạ Rơ Măng và tổ dân phố Păng Bung.

Ngày 21 tháng 1 năm 2020, HĐND tỉnh Lâm Đồng ban hành Nghị quyết số 166/NQ-HĐND về việc sáp nhập tổ dân phố Cam Ly vào tổ dân phố Hòa Lạc.